# Gnomeo e Giulietta
Gnomeo e Giulietta (Gnomeo and Juliet) è un film d'animazione del 2011 diretto da Kelly Asbury. La storia è una parodia dell'opera di William Shakespeare Romeo e Giulietta.

## Trama
Le famiglie Montecchi (blu) e Capuleti (rossa) sono gnomi da giardino in completa rivalità (persino i padroni dei giardini hanno un rapporto burrascoso e si provocano a vicenda), e la loro avversione sfocia per lo più in corse con i tagliaerba tra Gnomeo, figlio di Lady Mirtillo capo dei Blu, e Tebaldo, nipote di Lord Mattonerosso capo dei Rossi. In una di queste gare Tebaldo intralcia Gnomeo danneggiando il suo tosaerba, ottenendo così la vittoria: Gnomeo allora progetta, insieme al suo migliore amico Benny, di entrare quella notte stessa nel giardino rosso per vendicarsi. Nel frattempo Giulietta, unica figlia del capo rosso nonché cugina di Tebaldo, trova una bellissima orchidea esposta nel giardino di fronte e, nonostante gli avvertimenti del suo protettivo padre, decide di uscire quella notte dal giardino e rubare il fiore per "sfigurare" il giardino blu.
Quella stessa notte, Gnomeo e Benny si infiltrano nel giardino rosso con l'intenzione di tingere di blu il tosaerba dei rossi, ma la situazione sfugge di mano, e i due vengono scoperti dai nemici e Gnomeo riporta Benny al giardino blu solo tramite una fuga precipitosa. Riesce anche lui a uscire dal giardino rosso, ma finisce su un territorio a lui sconosciuto, in cui Giulietta si sta infiltrando per rubare l'orchidea; questa infatti passa a poca distanza da Gnomeo, che accortosi di lei inizia a seguirla. Incontratisi, si innamorano presto l'uno dell'altra, ma la magia del momento si interrompe bruscamente quando scoprono di appartenere a famiglie rivali, e Giulietta scappa via da Gnomeo tornando al suo giardino. Qui, dopo aver confessato la sua avventura alla sua amica rana Nanette, é turbata per le osservazioni di quest'ultima sul fatto che quello tra lei e Gnomeo é "un amore condannato" e destinato a finire. In quel momento arriva Gnomeo in persona, che ormai è innamorato perso di lei ed è tornato al giardino soltanto per rivederla, e dopo varie peripezie per nasconderlo da Lord Mattonerosso, Giulietta riesce a organizzare con lui un incontro segreto per l'indomani, lontano dai due giardini. In questo primo incontro i due fanno amicizia con Piumarosa, uno strampalato ma simpatico fenicottero di plastica al corrente della loro storia, che tra l'altro ha vissuto una triste storia d'amore simile a quella dei due giovani.
Nel frattempo Tebaldo, offeso per l'intrusione di Gnomeo della notte prima, distrugge il glicine del giardino blu, pianta carissima soprattutto alla madre di Gnomeo: quest'ultimo è perciò costretto a vendicare i suoi entrando di nuovo nel giardino rosso; lo scontro con Giulietta gli fa però cambiare idea e fugge dai suoi per chiarirsi con l'amata. Dopo un iniziale litigio, i due si riconciliano e Gnomeo propone a Giulietta di venire ad abitare nella casa abbandonata dove si tengono i loro incontri segreti per sfuggire alle ostilità delle loro famiglie: inizialmente dubbiosa, Giulietta accetta.
Subito dopo, però, Benny, che sospettando del suo amico lo aveva inseguito, li scopre insieme e scappa via disperato: Gnomeo lo insegue per spiegargli tutto ma l'altro, correndo, s'imbatte in Tebaldo, che a bordo del suo tosaerba gli distrugge il cappello. Gnomeo assiste alla scena e si scaglia contro Tebaldo e nella lotta che segue quest'ultimo finisce contro un muro andando in mille pezzi. Tutti i Rossi danno la colpa a Gnomeo che finisce in strada e viene dato per morto sotto una macchina, e Giulietta viene incollata al suo piedistallo per essere tenuta a bada.
Per strada, Gnomeo incontra una statua di William Shakespeare che gli dirà come era finito il suo libro, dando a Gnomeo il coraggio di tornare a casa. Quando Gnomeo torna a casa però finisce con Giulietta sotto un mucchio di pietre: i blu si sono infatti vendicati distruggendo il giardino dei rossi, finendo pure col distruggere il proprio. Per fortuna, però, tutti sopravvivono e i due giardini vivranno senza più essere in conflitto. Piumarosa ritrova il suo amore, Tebaldo viene incollato, Benny si sposa con una bambola di porcellana e si festeggiano molti matrimoni insieme a quello di Giulietta e Gnomeo, con il film che si conclude con i due sul tagliaerba di nozze, colorato di viola.

## Distribuzione
Il film è stato distribuito nelle sale cinematografiche statunitensi l'11 febbraio 2011, mentre in Italia è uscito il 16 marzo 2011.

## Colonna sonora
Nel film sono presenti canzoni di molti cantanti famosi come Lady Gaga, Nelly Furtado e Kiki Dee ma soprattutto di Elton John.
Il brano The Tiki Tiki Tiki Room, scritto nel 1963 dai fratelli Robert e Richard Sherman è il tema ufficiale di Enchanted Tiki Room, un'attrazione del parco Disneyland di Anaheim, in California. L'attrazione consisteva in una vasta esposizione di uccelli meccanici il cui movimento era determinato da una tecnologia nota come audio-animatronica.

### Tracce
1. Hello, Hello – Elton John & Lady Gaga
2. Crocodile Rock – Nelly Furtado
3. Saturday Night's Alright for Fighting – Elton John
4. Don't Go Breaking My Heart – Elton John & Kiki Dee
5. Love Builds A Garden – Elton John
6. Your Song – Elton John
7. Rocket Man – Elton John
8. Tiny Dancer – Elton John
9. Bennie and the Jets – Elton John
10. Gnomeo & Juliet – James Newton Howard
11. Dandelions – James Newton Howard
12. Bennie and the Bunnies – James Newton Howard
13. Terrafirminator – James Newton Howard
14. The Tiki Tiki Tiki Room – Wally Boag, Thurl Ravenscroft, Fulton Burley & The Mellomen

## Sequel
Il 28 marzo 2018 è uscito il sequel dal titolo Sherlock Gnomes.